# Tequila
Tequila je jako alkoholno piće primarno napravljena u okolici Tequile, grada u zapadnoj meksičkoj državi Jalisco. 
Pravi se od biljke agave i obično sadrži 35-55% alkohola.  Mnogi u zabludi smatraju da je agava kaktus, no spada u porodicu mesnatica. 

## Povijest tequile
Tequila je u gradu Tequili prvi put proizvedena u 16. stoljeću. No, Asteci su pravili fermentirano piće od agave koje su zvali octli (kasnije je dobilo popularnije ime pulque) još prije nego što su došli španjolski osvajači 1521.  Kad su Španjolci ostali bez svog brandyja, počeli su destilirati ovo piće od agave i tako dobili prvo domorodačko alkoholno piće Sjeverne Amerike.  
Osamdeset godina kasnije, oko 1600-te, Don Pedro Sánchez od Tagle, markiz od Altamira, počeo je masovno proizvoditi tequilu u prvoj tvornici u modernom Jaliscu. 
A 1608. godine kolonijalni guverner je uveo porez na ovaj proizvod.
Tequila kakvu danas poznajemo počela se proizvoditi ranih 1800-ih u Guadalajari, Meksiko, a kroz prošlo stoljeće postala je popularna diljem svijeta. Polja plave agave i drevne destilerije u okolici Tequile danas su na popisu svjetske baštine. 
Iako su neke tequile ostale kao obiteljske sorte, najpoznatije vrste tequile proizvode se u velikim multinacionalnim korporacijama. Preko 100 destilerija proizvodi 600 vrsta tequile u Meksiku, a preko 2000 imena za tequilu je registrirano. 
Kompanija Tequila Ley prodala je litru tequile iz limitirane kolekcije za 225,000 američkih dolara u srpnju 2006. i time ušla u Guinnessovu knjigu rekorda kao najskuplje prodana boca pića ikada. Sama boca bila je od platine i zlata.

## Vrste tequile
Tequila se obično proizvodi u pet kategorija: 
- oro ("zlatna") – tequila koja je "mlada i iskvarena", što znači da se karamel, šećer ili glicerin dodaju da sliči okusu starije tequile
- blanco ("bijela") ili plata ("srebrna") – novo, bijelo alkoholno piće
- reposado ("odležala") – minimalno 2 mjeseca, ali kraće od godinu dana čuvana u hrastovim bačvama
- añejo ("stara" ili "određeno godište") – minimalno godinu dana, ali manje od 3 godine u hrastovim bačvama
- extra añejo ("extra stara")– minimalno 3 godine u hrastovim bačvama. Ova kategorija uvedena je u ožujku 2006.

Proces starenja mijenja boju tequile, ali katkad se neovisno o starosti dodaje karamela kako bi se dobila tamna boja. Što je starija, tequila je tamnija, dok je tek napravljena neobojena. 
Pogrešno je shvaćanje da neke tequile imaju crva u boci. Crv je zapravo oblik moljca Hypopta agavis koji živi na biljci agavi. Nalazak moljca na biljkama tijekom procesa proizvodnje rezultira nižom kvalitetom proizvoda.

## Konzumiranje
Tequila se poslužuje sa soli i kriškom limuna. To se zove tequila cruda, katkad nazvana i "poliži-srkni-posiši" (odnosi se na način kombiniranja sastojaka). Osoba koja pije, ovlaži stražnji dio dlana (između palca i kažiprsta) i posoli. Zatim poliže sol, popije tequilu i posiše limun. Sol ublažava žestinu tequile, dok voće uravnotežuje i začinjava okus.
U Meksiku tequila se pije sa sangritom, slatkim, začinjenim pićem od narančinog soka (može i od rajčice) i čilija.  Tako da se jednake količine tequile i sangrite piju naizmjence. 
U Njemačkoj i još nekim državama umjesto soli i limuna koristi se cimet i kriška naranče. Kao i druga alkoholna pića, tequila se koristi u razne svrhe; sve ovisi o mašti konzumenta.